# Gabriel Sora
Gabriel Sora y Aguerri (Zaragoza, c. 1558 - Albarracín, 12 de febrero de 1622) fue un religioso español, obispo de Albarracín.

## Vida
Nació en Zaragoza, hijo de Luis Sora y Cándida de Aguerri. Era sobrino de Juan Sora, regente del Supremo Consejo de Aragón y primo hermano del arcipreste Gerónimo Sora.
Estudió en las universidades de Zaragoza, Alcalá y Lérida, y recibe el bonete de doctor en cánones.
Obtuvo canongía y fue el prebendado más antiguo de La Seo de Zaragoza y último de los regulares de ella. Fue abogado de presos, consultor de la Santa Inquisición de Aragón e inquisidor ordinario, comisario de la Santa Cruzada, juez sinodal del Arzobispado de Zaragoza, su vicario general, rector tres veces de la Universidad de Zaragoza, regidor presidente de los hospitales de niños y niñas huérfanos de Zaragoza, visitador de su Hospital general y Canciller de competencias de Aragón.
En medio de estos y otros destinos jamás faltó al coro y a los maitines de media noche de la referida metropolitana, en los 30 años que residió en ella. Dio muchas limosnas y escribió de varias materias. Tuvo una biblioteca «que no se sabe haya poseido mayor, mejoro de mas escogidos libros ningun hombre particular de España», dice el maestro Cenedo en su Libro de la pobreza religiosa, que imprimió en 1618, y fue hombre de gran virtud, según el canónigo Blasco de Lanuza, en su Historia, tomo 2, página 486.
El 9 de julio de 1618 tomó posesión del Obispado de Albarracín, que gobernó dignamente. Falleció allí el 12 de febrero de 1622.

## Obra
- Tractatus de competencia jurisdictionis, anotado en su Biblioteca, página 137, impreso en Zaragoza por Juan de Larumbe, 1618, en cuarta.[1]
- Tractatus de dictionibus cum variis remissionibus antiquorum, et recentium Doctorum, está advertido en dicha Biblioteca, página 140.
- Tractatus de clausulis, anticuorum et recentiorum Doctorum notationibus. Se refiere en dicha Biblioteca, página 140.
- Discurso sobre la religiosidad de los comendadores de las órdenes militares de España. El citado Maestro Cenedo trata de él, páginas 509 y 510, columna 2, 1 y 2, y lo citaba, com oa su autor, llamándolo doctísimo y religiosísimo, y advierte que lo imprimió en 1617.
- Tractatus de interstitiis ad ordines sacros. Consta de la referida Biblioteca, página 144.
- Alegatio super brevi de capienda posessione nomini Camera apostolicæ. Se halla anotada, página 144.
- Responsum super exemptione clericorum a tributis. Se refiere en dicha Biblioteca, página 144.
- Tractatus de deputatis. An possint facere partem lira casus expresos á foris et actibus curia. Se anotó en la misma Biblioteca, pág. 144.
- Responsum D. Sora super capitulo ecclesia Cathedralis, quod præcedat abbates. Consta en dicha Biblioteca, página 144.
- Au liceat reliquias Sanctorum immergi in aquam super pluvia impetranda. Se refiere en la citada Biblioteca, página 144. Latassa vio este opúsculo manuscrito en folio, original, según parece, en la librería que fue del doctor Ignacio de Azpuru, arcipreste de Belchite, de la Metropolitana de Zaragoza, y después perteneció a su hermano don Juan, arcipreste de Daroca, de la misma. Tomo 54, varior.
- Tractatus de ofcio conservatorum. Está en dicha Biblioteca, pág. 144.
- Tractatus de ordinandis familiaribus episcoporum. En la misma Biblioteca, pág. 144.
- De foro Aragonum non prohiber: clericos esse officiales regios. Se imprimió en Zaragoza, en folio. Hállase anotado en dicha Biblioteca, pág. 144.
- Vassali si possint se oblagari censualibus sine Domini Consensu. En la mencionada Biblioteca, pág. 144, b.
- Cesaraugustana consultatio de oratoriis privatis. Ibi, pág. 144, b.
- De procedencia episcoporum in Synodo, ac aliis actibus. En dicha Biblioteca, pág. 144, b.
- Responsum de veneratione Sanctorum, ac de honoribus premissis nondum canonizatis, cum aprobatione episcoporum. En dicha Biblioteca, pág. 144, b.
- An possit apellari a sententia lata per cancellarium competentiarum jurisdictionis. Va anotado en la mencioada Biblioteca, pág. 144, b.
- Responsum super validitate libri nuncupati Verde de Aragon, ad ejus usu. Se halla en la referida Biblioteca, página 145, b.
- Responsum sobre la exempcion de los caballeros de las órdenes militares para su conocimiento. Se anota en dicha Biblioteca, página 145, b, con la adevertencia de que tenía más de 30 piegos.
- Collectio Decretorum Concilii provintialis Casaraugustani cœopti día prima Novembris anno 1614, et finiti Dominica prima Martii, ann. 1615. A este Concilio asistió el Canónigo Sora como Diputado. Se refiere en la citada Biblioteca, página 145, b.
- Advertencias sobro puntos pertenecientes a los comisarios de la bula de la Santa Cruzada y de las gracias apostólicas del subsidio y escusado. Se hallan manuscritos en el tomo intitulado: «Memorias diversas del gobiérno de Aragon, etcétera», que perteneció a la librería, del citado Canónigo Turmo.
- Diez manos de papel de cosas notables en derechos y en práctica. Véase la referida Biblioteca, pág. 145.
- La citada Biblioteca de sus libros; así impresos como de mano. Edición de Zaragoza, por Juan de Larumbe, 1618, en cuarte, de 149 páginas sencillas.